# مصباح دغيش
 مصباح دغيش (1981الجزائر) هو لاعب كرة قدم جزائري.

## روابط خارجية
- مصباح دغيش على موقع قاعدة بيانات كرة القدم.إي يو (الإنجليزية)
- مصباح دغيش على موقع Soccerway.com (الإنجليزية)